# Półmroczek
Półmroczek (Nycticeinops) – rodzaj ssaków z podrodziny mroczków (Vespertilioninae) w obrębie rodziny mroczkowatych (Vespertilionidae).

## Zasięg występowania
Rodzaj obejmuje jeden żyjący współcześnie gatunek występujący w Afryce.

## Morfologia
Długość ciała (bez ogona) 37–48 mm, długość ogona 24–34 mm, długość ucha 9–13 mm, długość tylnej stopy 7–8 mm, długość przedramienia 28–35 mm; masa ciała 4–9 g.

## Systematyka
Rodzaj zdefiniowała w 1987 roku para brytyjskich zoologów John Edwards Hill i David Lakin Harrison w artykule zatytułowanym Baculum u Vespertilioninae (Chiroptera: Vespertilionidae) z przeglądem systematycznym, streszczeniem Pipistrellus i Eptesicus oraz opisem nowego rodzaju i podrodzaju, opublikowanym na łamach „Bulletin of the British Museum (Natural History)”. Gatunkiem typowym jest (oryginalne oznaczenie) półmroczek afrykański (N. schlieffeni).

### Etymologia
- Nycticeinops: gr. νυξ nux, νυκτος nuktos ‘noc’; ωψ ōps, ωπος ōpos ‘wygląd, oblicze’[6].

### Podział systematyczny
Do rodzaju Nycticeinops należy jeden występujący współcześnie gatunek:
- Nycticeinops schlieffeni (W.C.H. Peters, 1859) – półmroczek afrykański

Opisano również wymarły gatunek z plejstocenu dzisiejszej Tanzanii:
- Nycticeinops serengetiensis Gunnell, Butler, Greenwood & Simmons, 2015